# Niklaus Wirth
Niklaus Emil Wirth (15 tháng 2 năm 1934 – 1 tháng 1 năm 2024
) là một nhà khoa học về máy tính người Thụy Sĩ, ông được mọi người biết đến nhiều nhất về việc thiết kế các ngôn ngữ lập trình, trong đó có ngôn ngữ lập trình Pascal, và là người đi tiên phong trong một số chủ đề cổ điển trong lĩnh vực công nghệ phần mềm. Năm 1984, ông đã đạt giải thưởng Turing cho việc đã phát triển một chuỗi các ngôn ngữ máy tính tiên tiến.